# Nikola Rikanović
Nikola Rikanović (serbisch-kyrillisch Никола Риканович, * 28. Oktober 1970 in Pančevo, Vojvodina, Jugoslawien) ist ein serbischer Künstler.

## Leben
Rikanović studierte ab an der Akademie für Angewandte Künste und Design in Belgrad, Abteilung für Graphik und ab 2000 an der Akademie für Bildende Künste in Belgrad, Abteilung für Graphik, wo er sein Studium mit einem Diplom abschloss. Er ist heute Kunstlehrer und Professor der künstlerischen Gestaltung an der Wirtschaftsschule in Pančevo und Eigentümer der Designagentur „d///R“.

## Ausstellungen
- 1999: 1999 LIVE, Konzept, Ambiental-Installation, Paviljon Veljković, Radio-Televizija Srbije, Belgrad
- 2000: Alea Iacta Est, Ambiental-Installation, Pančevo
- 2000: F.W. Nietzsche 1900–2000, Goethe-Institut Belgrad
- 2001: Der Wille zur Macht, Konzept, 35. BITEF, Museum 25. Maj, Belgrad
- 2004: Falter Übermensch, Konzept, Museum 25. Maj, Belgrad
- 2007: Mart, Konzept, Pančevo
- 2011: Das GEBET, Skulptur, Narodna bašta Pančevo
- 2011: The STRIPS, Delta City, Belgrad
- 2012: BILDBOOK - LYNCH DER FABELWELT Das Buch, Wagner Verlag Gelnhausen, Deutschland. Frankfurter Buchmesse 2012
- 2012: NIETZSCHES KIRCHE Installation; Westkunst - Nied; Frankfurt am Main, Deutschland;
- 2013: The PRAYER, Skulptur, It’s LIQUID Group, in Zusammenarbeit mit der International ArtExpo (Gewinner des Publikumspreises) Art Residence in Venedig, Italien
- 2013: Dr Zoran Djindjic - Die Widmung 12.03.2003-2013, Film, 2:17: HD, Neukoelln.tv, Berlin, Deutschland;
- 2013: The CHURCH, Installation, Wettbewerbsteilnahme Premio Combat Prize, Livorno, Italien
- 2013: LASER, Graphik, Wettbewerbsteilnahme Premio Combat Prize, Livorno, Italien
- 2013: Un visage à Paris, Collage photo, collective show IN PARIS from the 1st - 14th of November 2013 A SINGLE GRAIN OF RICE, Paris, France